# Liste de fortifications en Roumanie
Liste de fortifications en Roumanie.

## Moldavie

### Sur l'actuel territoire de laRépublique de Moldavie
- Forteresse de Soroca
- Forteresse d'Orhei
- Forteresse de Tighina

### Sur l'actuel territoire de laRoumanie
- Forteresse de Neamţ
- Forteresse de Suceava
- Forteresse de Crăciuna

### Sur l'actuel territoire de l'Ukraine
- Forteresse de Cetatea Albă
- Forteresse de Khotin
- Forteresse de Ţeţina

## Transylvanie
Liste fort incomplète de places fortes médiévales en Transylvanie :
- Citadelle de Sighișoara
- Château de Bélavar
- Château de Bran
- Château de Făgăraș
- Château de Hunedoara
- Château de Huniade
- Églises fortifiées de Transylvanie
- Forteresse d'Aiud
- Forteresse d'Alba Iulia
- Forteresse d'Arad
- Forteresse d'Ardeu
- Forteresse de Bedeciu
- Forteresse de Bicălatu
- Forteresse de Biharia
- Forteresse de Bistriţa
- Forteresse de Bologa
- Forteresse de Braşovia
- Forteresse de Ciceu
- Forteresse de Colţ
- Forteresse de Colţeşti
- Forteresse de Dăbâca
- Citadelle de Deva
- Forteresse de Tăuţi
- Forteresse de Feldioara
- Forteresse de Gherla
- Forteresse de Liteni
- Forteresse de Mălăieşti
- Forteresse Mikó
- Forteresse de Moldoveneşti
- Forteresse d'Oradea
- Forteresse Rapsonné
- Forteresse de Râşnov
- Forteresse de Rupea
- Forteresse de Şiria
- Forteresse de Slimnic
- Forteresse de Şoimoş
- Fort de Strajă à Braşov
- Forteresse de Târgu Mureş
- Forteresse de Timişoara
- Forteresse d'Unguraş

## ValachieetDobroudja
- Forteresse d'Enisala
- Forteresse de Grădeţ
- Forteresse de Giurgiu
- Forteresse de Păcuiul lui Soare
- Citadelle de Poenari
- Forteresse de Târgovişte